# Liocoris tripustulatus
Liocoris tripustulatus är en insektsart som först beskrevs av Fabricius 1781.  Liocoris tripustulatus ingår i släktet Liocoris, och familjen ängsskinnbaggar. Arten är reproducerande i Sverige.

## Bildgalleri

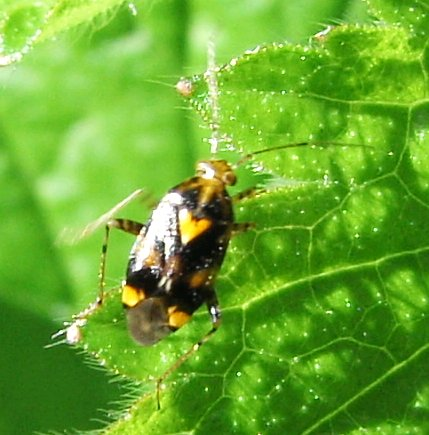
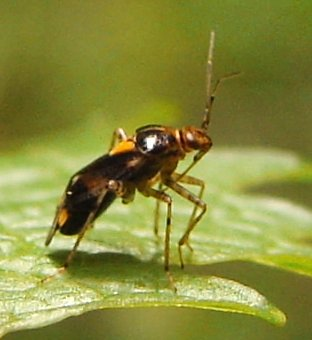
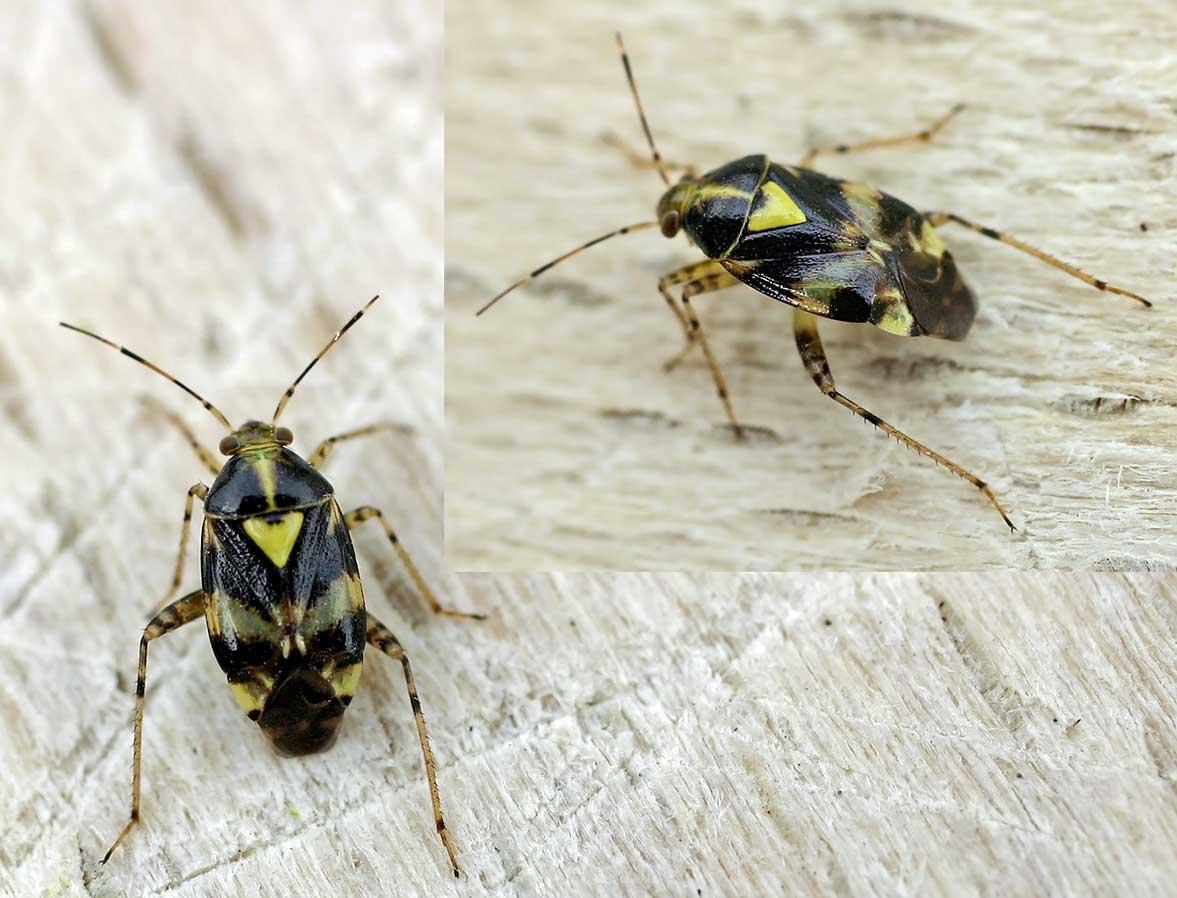
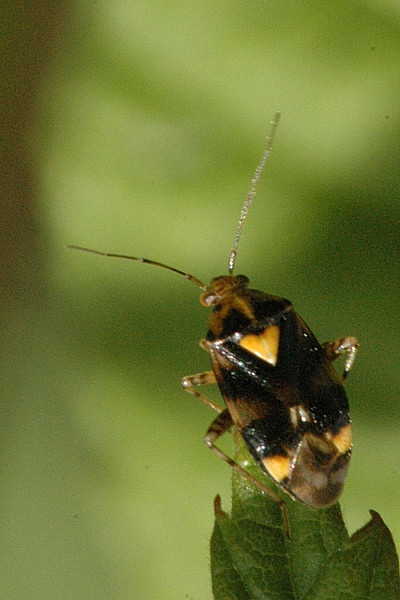
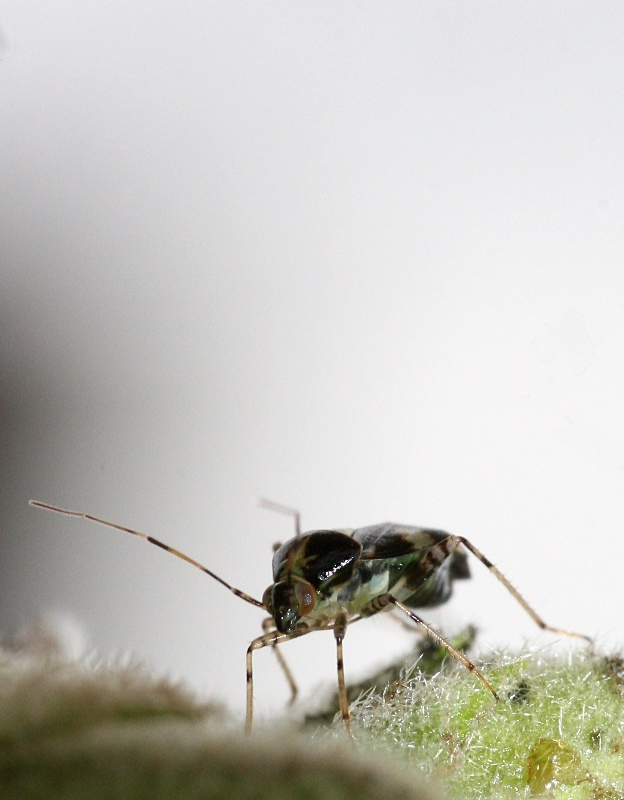
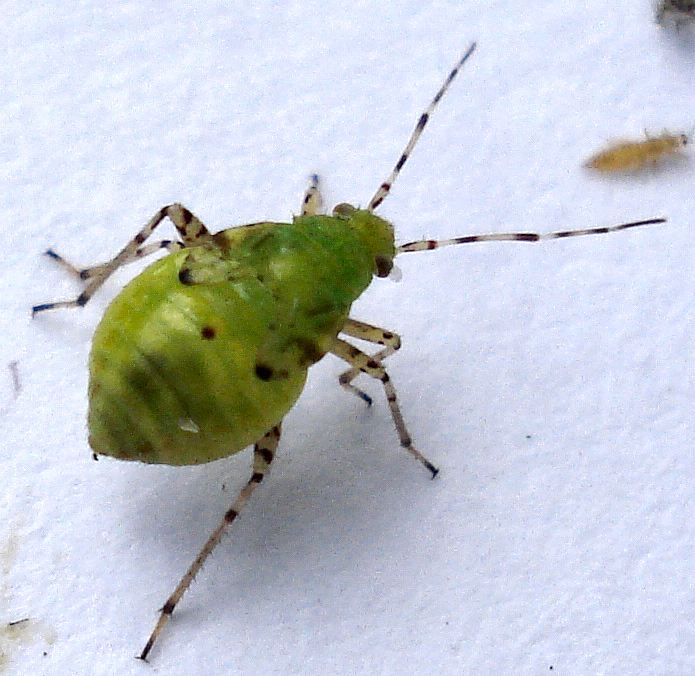